# Pfetterhouse
Pfetterhouse (in tedesco Pfetterhausen, in alsaziano Pfatterhüsa) è un comune francese di 1 072 abitanti situato nel dipartimento dell'Alto Reno nella regione del Grand Est.

## Società

### Evoluzione demografica
Abitanti censiti